# پارکدیل، میسوری
پارکدیل (به انگلیسی: Parkdale) یک روستا (ایالات متحده آمریکا) در ایالات متحده آمریکا است که در شهرستان جفرسون، میزوری واقع شده‌است.
 پارکدیل ۰٫۳۳ کیلومتر مربع مساحت و ۱۷۰ نفر جمعیت دارد و ۲۳۰ متر بالاتر از سطح دریا واقع شده‌است.